# Raoul de Boigne
Marie Joseph „Raoul” le Borgne de Boigne (ur. 25 grudnia 1862 w Genewie, zm. 19 maja 1949 w Ouveillan) – francuski hrabia i strzelec, medalista olimpijski.
Zajął 6. miejsce w jednej z nieoficjalnych konkurencji karabinowych podczas Letnich Igrzysk Olimpijskich 1900. Podczas Olimpiady Letniej 1906 wystąpił w 12 konkurencjach, zdobywając 3 medale. Zajął 2. miejsce w rewolwerze wojskowym z 20 m (Gras 1873–1874), przegrywając wyłącznie z Jeanem Fouconnierem. Ponadto był trzeci w karabinie wojskowym klęcząc lub stojąc z 300 m (za Louisem Richardetem i Jeanem Reichem), a także w drużynowym strzelaniu z karabinu dowolnego w trzech postawach z 300 m (skład zespołu: Raoul de Boigne, Maurice Faure, Jean Fouconnier, Maurice Lecoq, Léon Moreaux). Uczestniczył także w igrzyskach olimpijskich w 1908 i 1912 roku. Jest brązowym medalistą olimpijskim z Londynu w karabinie dowolnym w trzech postawach z 300 m (skład reprezentacji: Eugène Balme, Albert Courquin, Raoul de Boigne, Maurice Lecoq, André Parmentier).

## Wyniki

### Igrzyska olimpijskie (z Olimpiadą Letnią 1906)
| Igrzyska       | Konkurencja                                                  | Wynik                                               | Miejsce | Źródło |
| -------------- | ------------------------------------------------------------ | --------------------------------------------------- | ------- | ------ |
| Ateny 1906     | Karabin dowolny, trzy postawy, 300 m, drużynowo              | 4511 pkt. (druż.) 909 pkt. ind. (316–304–289)       |         | [ 4 ]  |
| Ateny 1906     | Karabin dowolny, dowolna postawa, 300 m                      | 224 pkt.                                            | 7       | [ 6 ]  |
| Ateny 1906     | Karabin wojskowy, klęcząc lub stojąc, 300 m                  | 232 pkt.                                            |         | [ 3 ]  |
| Ateny 1906     | Karabin wojskowy, klęcząc lub stojąc, 200 m (Gras 1873-1874) | 160 pkt.                                            | 11      | [ 7 ]  |
| Ateny 1906     | Pistolet dowolny, 25 m                                       | 204 pkt.                                            | 23      | [ 8 ]  |
| Ateny 1906     | Pistolet dowolny, 50 m                                       | 198 pkt.                                            | 9       | [ 9 ]  |
| Ateny 1906     | Pistolet pojedynkowy, 20 m                                   | 203 pkt.                                            | 11      | [ 10 ] |
| Ateny 1906     | Pistolet pojedynkowy, 25 m                                   | 70 pkt.                                             | 18      | [ 11 ] |
| Ateny 1906     | Rewolwer wojskowy, 20 m                                      | 225 pkt.                                            | 12      | [ 12 ] |
| Ateny 1906     | Rewolwer wojskowy, 20 m (Gras 1873–1874)                     | 216 pkt.                                            |         | [ 2 ]  |
| Ateny 1906     | Trap, runda pojedyncza, 16 m                                 | DNF                                                 | DNF     | [ 13 ] |
| Ateny 1906     | Trap, runda podwójna, 14 m                                   | DNF                                                 | DNF     | [ 14 ] |
| Londyn 1908    | Karabin dowolny, 1000 jardów                                 | 86 pkt.                                             | 19      | [ 15 ] |
| Londyn 1908    | Karabin dowolny, trzy postawy, 300 m, drużynowo              | 4652 pkt. (druż.) 718 pkt. ind. (317–237–164)       |         | [ 5 ]  |
| Londyn 1908    | Karabin wojskowy, drużynowo                                  | 2272 pkt. (druż.) 385 pkt. ind. (70–72–65–67–60–51) | 4       | [ 16 ] |
| Sztokholm 1912 | Karabin dowolny, trzy postawy, 300 m                         | 806 pkt. (318–285–203)                              | 53      | [ 17 ] |
| Sztokholm 1912 | Karabin dowolny, trzy postawy, 300 m, drużynowo              | 5471 pkt. (druż.) 874 pkt. ind. (326–309–239)       | 4       | [ 18 ] |
| Sztokholm 1912 | Karabin wojskowy, trzy postawy, 300 m                        | 73 pkt. (28–45)                                     | 58      | [ 19 ] |
| Sztokholm 1912 | Karabin wojskowy, dowolna postawa, 600 m                     | 73 pkt.                                             | 50      | [ 20 ] |
| Sztokholm 1912 | Karabin wojskowy, drużynowo                                  | 1515 pkt. (druż.) 262 pkt. ind. (71–65–66–60)       | 5       | [ 21 ] |